# Giulio Foscolo
Giulio Foscolo (Spalato, 7 dicembre 1787 – Budapest, 10 luglio 1838) è stato un militare italiano, fratello minore del più celebre Ugo e suo corrispondente epistolare.

## Biografia

### Infanzia e giovinezza
Nato Costantino Angelo Foscolo,  all'atto della cresima fece aggiungere ai due nomi di battesimo quello di Giulio e con tale nome si qualificò per tutta la vita. Sempre con il nome di Giulio fu registrato negli stati di servizio dell'Esercito Cisalpino e di quello Austriaco. Il fratello Ugo, però, finché visse continuò a chiamarlo con i nomi originari.
“Alla mia prima lezione in Pavia sono venuti da Milano molti uomini dotti e persone di governo ed anche Angiolo con il suo generale…..Angiolo stava benissimo”
 Anche la sorella Rubina seguitò ad usare i nomi di battesimo. Intorno al 1800 Giulio raggiunge Ugo a Milano ed è lo stesso Ugo ad occuparsi direttamente della sua educazione
“Da quattro anni mia madre mi confidò questo deposito sacro……. È colto, coraggioso e bello. Elesse lo stato delle armi senza brigare favori”

### Carriera militare al servizio dell'Impero francese 1804-1815
Nel 1804 quindi Giulio fa già parte dell'Esercito Cisalpino; nel 1810 è promosso ufficiale in un reggimento di cavalleria di stanza a Vigevano. Nel 1811 è trasferito a Lodi alla Scuola di Equitazione Militare, dove, nel 1812, viene promosso capitano. Nel 1813 Giulio Foscolo ha un altro avanzamento e diviene direttore della Scuola d'Equitazione di Lodi. Il 4 giugno 1814 Ugo confessa che andrebbe volentieri a Lodi dal fratello
“a stare in villeggiatura con lui perché egli è piacevolmente alloggiato e mena bellissima vita”
In realtà la situazione è già compromessa: pochi giorni prima il generale Bellegarde aveva assunto la reggenza della Lombardia per conto dell'Imperatore d' Austria e l'esercito del dissolto Regno d’Italia viene smobilitato, molti ufficiali vengono licenziati ed altri trasferiti insieme ai graduati nelle regioni periferiche dell'Impero austriaco. La situazione di Giulio è particolare. Nel novembre del 1814 è ancora direttore della Scuola d'Equitazione di Lodi e riceve la visita dello stesso Bellegarde, come testimonia Ugo
“….ebbe visita alla sua scuola dal maresciallo Bellegarde il quale ne fu contento”
Non sappiamo se il generale Bellegarde, nel noto tentativo di convincere Ugo Foscolo ad abbandonare le convinzioni anti-austriache, abbia per un certo periodo rinviato ogni decisione sul futuro ruolo di Giulio nell'esercito imperiale. Il 31 marzo del 1815 diviene obbligatorio per gli ufficiali il giuramento di fedeltà all'imperatore ed è evidente che Giulio, rimanendo nell'esercito, compie, a quel punto, una scelta diversa da quella di Ugo.

### Carriera militare al servizio dell'Impero austriaco 1815-1838
Il 2 maggio 1815 Giulio si presenta a rapporto dal Bellegarde e gli domanda di essere trasferito allo stabilimento degli stalloni di Mantova o in alternativa di essere collocato in pensione in base al regolamento della Scuola d'Equitazione di Lodi. Probabilmente Giulio ha qualche filo diretto: non doveva essere semplice per un qualsiasi capitano ottenere un incontro privato con il Viceré. Bellegarde è interessato a sapere il punto di vista di Giulio sulla fuga all'estero del fratello e alle sue domande Giulio risponde
"perché volle andare in paese dove poter liberamente scrivere in difesa del suo proprio onore empiamente lacerato in questi ultimi tempi..."
Al che il Bellegarde replica:
"Non fece bene, egli ha moltissimo ingegno, ma la sua testa riscaldandosi facilmente non gli fa scorgere i suoi veri interessi; io aveva domandato per lui un impiego conveniente a' suoi talenti e alla sua situazione, e la risposta favorevole venne due giorni dopo la sua partenza. D'altronde io procurai di trattarlo meglio che ho potuto e saputo, ma egli non corrispose a dovere"
Le richieste non sortiscono effetto ed il 6 ottobre 1815 Giulio prende servizio in Ungheria. La situazione è ben diversa da quella di Lodi.
 "Il paese in cui sono è situato in una vasta pianura, e signoreggiato costantemente da venti orribili, e da terramuoti non indifferenti, esso trovasi una giornata lontano da Buda e Pest, tre da Presburgo, e quattro da Vienna. Quando piove, non si esce più di casa se non se a cavallo; alloggio in casa di contadini d'ottimo cuore, e mi fo' intendere a segni; ho un'ordinanza che parla quattro lingue fuorché l'italiana e la francese…"
 "Non ti posso descrivere la neve, il freddo e l'orror delle strade; i contadini che conducevano la mia vettura mi hanno ribaltato due volte in meno di una mezz'ora, e per fare una stazione cioè dieci miglia d'Italia, vi ho impiegate ott'ore; ma non à maraviglia, perché se tu vedessi le strade di questa capitale ch'è la prima dell'impero, dopo quella di Vienna, ti metteresti, certamente, le mani a' capelli. Niuno esce di casa senza zoccoli, a meno ch'ei non voglia nuotare, ad uso de' porci, nel fango...questa sera dunque giunsi qui non troppo contento della mia nuova stazione perché non trovai neppure in casa de' contadini una stanza sola discretamente propria per alloggiarmi; da' nobili non si può alloggiare essendo questi esenti dalle loro leggi inviolabili; altra classe di persone non trovasi; ond'io alloggio in una cattivissima osteria, rimettendo la cura a domani di alloggiarmi un po' meglio, se ciò sarà possibile."
Evidentemente la situazione non è delle migliori e Giulio nel marzo del 1816 fa domanda di essere messo a riposo per motivi di salute. La domanda è accolta il mese successivo e nel luglio dello stesso anno Giulio rientra a Venezia, dove vivono la madre e la sorella. Nell'agosto del 1816 Giulio è a Milano da dove scrive al fratello rivelandogli di essere innamorato di una giovane ungherese, ma che il matrimonio non è possibile perché la famiglia Foscolo non ha una nobiltà certificata.
"...anche se la nobiltà, di cui siamo decorati dall'opinione pubblica e dalle nostre stesse virtù, è ben migliore che la comunicataci per caso da illustri antenati"
Nella lettera Giulio accenna i suoi continui problemi di salute all'uretere: una patologia che l’accompagnerà per tutta la vita. Nel 1817 Giulio scrive al fratello per comunicargli la brutta notizia della morte della madre, Diamantina Spathis, e per avvisarlo che prima o poi riprenderà servizio in Ungheria, date le ristrettezze economiche. Giulio inoltre comunica ad Ugo che continuerà a provvedere al mantenimento della sorella, allo stesso modo di come aveva fatto, fino a quel giorno, per la madre. Nel 1818 Giulio infatti è di nuovo in Ungheria con l'incarico di comandante di squadrone. Dal 1818 al 1822 ogni corrispondenza con il fratello si interrompe. Sappiamo solo che Giulio in quel lasso di tempo continua ad interessarsi della sorella ed a spedirle del denaro per le sue necessità e per quelle del nipotino.

#### La parentesi viennese 1822
Il 15 gennaio 1822 Giulio riprende la penna.
"Carissimo Ugo! — Oggi è, dopo quattro anni, il primo giorno che sento da Rubina che tu ti sei ricordato di lei, di me, e degli amici che hai lasciati in Italia. Che tu ti sia totalmente dimenticato di me, lo trovo naturale, perché posso darmene pace, ma che tu ti ricorda a sì lunghi intervalli di lei, mi duole nel più vivo del cuore. Io l'ajuto per quanto posso, e regolarmente, ma quello che ho, è assai poco, e appena mi basta per vivere col decoro che conviensi al mio carattere, che sdegna i favori pecuniarj de' suoi simili, e che teme l'avvilimento più della morte stessa. Però essa riceverà finché avrò vita 24 zecchini annui, risorsa che le sarà assicurata anche dopo la mia morte…"
La lettera prosegue affrontando altri argomenti inerenti ai cavalli: Giulio è evidentemente un professionista appassionato del suo lavoro:
"…da qualche mese, sono a Vienna col reggimento Italiano, che fa servizio alla corte. Ho prodotto spesso il mio squadrone a S. Maestà l'Imperatore, e a' generali della capitale, e le mie fatiche equestri, furono sempre coronate col più felice esito. Ad istanza de' più istruiti generali austriaci, scrissi varie rifflessioni sul modo di ben galoppare i cavalli della cavalleria leggera, e queste rifflessioni furono inserite in un'opera periodica che sorte a Vienna tutti i mesi, intitolata = militärische Zeitschrift = Esse trovarono l'universale approvazione, quantunque attacchino liberamente degli antichi pregiudizj. Oltre di ciò ho immaginato una lezione militare d'equitazione, nella quale più soldati si battono, mentre galoppano i loro cavalli, ed essa serve mirabilmente a rendere destri, uomini, e cavalli. L'anno scorso al campo di Pest, e quest'anno a Vienna, ho esercitata in questo modo innanzi S.M., e tutti i generali, sia austriaci, che forestieri, una parte del mio squadrone. Il metodo piacque, poiché i miei soldati furono regalati generosamente, per me si scrisse un ordine dell'armata ad onor mio, e si ordinò agli altri Reggimenti di seguirlo. Alla fine d'Aprile il Reggimento partirà da Vienna per recarsi in qualche altra parte dell'Impero, intanto amerei che tu mi scrivessi, se in Inghilterra si trovano delle razze di cavalli composte di stalloni, e cavalle Arabe…"
La lettera non ha il tono malinconico delle precedenti e termina così:
"Dimmi anche per curiosità il prezzo de' belli, e bravi cavalli inglesi in Londra. Scrivimi di quando in quando, e indirizzami le tue lettere così: A M.r le Capitaine Jules de Foscolo Commandant du premier escadron du Regiment Nostitz chevaux légèrs No 7. Vienna. Amami, e sono il tuo aff.mo ecc"
 Giulio sembra aver abbandonato per sempre le pianure ungheresi per la capitale dell'Impero e sembra essere ritornato a vivere in un ambiente a lui congeniale dove le sue qualità di istruttore di cavalleria sono pienamente apprezzate.

#### Il servizio nelle province imperiali 1822-1838
Nell'agosto dello stesso anno Giulio è però trasferito in Boemia.
"Mio fratello l'Angiolo doveva per i quindici del corrente partire da Vienna per portarsi in Boemia. Sopra tutto scrivimi come ti trovi in salute. Addio. Tua sorella ecc"
D'ora innanzi le lettere riprenderanno il tono consueto. La corrispondenza dirada e l'ultima lettera di Giulio ad Ugo è del 1826. Giulio scrive da Gross Blanitz in Moravia dove è di stanza con il suo reggimento e dove, probabilmente, è sempre rimasto dal 1822.
"Dopo sett'anni rividi l'Italia, Rubina e suo figlio………Vivi dunque tranquillo, in quanto a loro io mi sono addossato e provvederò a tutti i loro bisogni, finché Pasquale potrà sostenere sua madre e finché al cielo piacerà di concedermi questa vita, che mi è cara soltanto perché riesce ad essere utile ad esseri virtuosi e digraziati…"
 Nella lettera Giulio afferma di riuscire ad interrompere di tanto in tanto la sua permanenza nei deserti della Moravia con dei viaggi in Italia. Nel 1830 Giulio ha un avanzamento di grado. Per più di diciotto anni era rimasto capitano e in quell'anno viene promosso maggiore. Nel 1832 diventerà tenente colonnello. Nel 1835 Giulio è a Milano da dove scrive la celebre lettera a Giuseppe Pecchio contestandogli, pagina per pagina, la biografia che aveva scritto su di Ugo.
"Tutti gli uomini hanno difetti e debolezze. — Lo storico che scrive per istruire i suoi simili deve rilevare anche la parte brutta del suo personaggio, io ne convengo, ma è egli perciò necessario di servirsi di similitudini abbiette, triviali e ridicole? È egli necessario perdersi in racconti veri o falsi che, non servendo né alla storia né a salutare esempio per gli altri, palesano soltanto il desiderio di erigere con ciò un monumento di vergogna a colui, la cui memoria si pretende di onorare e di fare amare?"

### Gli ultimi anni
Nel 1836 Giulio è di nuovo in Ungheria da dove scrive al nipote Pasquale Molena: la salute si è aggravata, ai problemi all'uretere che l'hanno sempre accompagnato dovuti a una forma cronica di gonorrea (che lui chiama catarro vescicale), si sono aggiunte le emorroidi, patologia particolarmente fastidiosa per chi deve montare per ore a cavallo. Due mesi prima Giulio aveva scritto all'amico Camillo Ugoni
 "...la cavalleria austriaca è stazionata quasi tutta in campagna, uno squadrone assai lontano dall'altro: spesso occupa un reggimento la periferia di duecento miglia italiane….la vita che conduco in questi villaggi è uniforme e confortata da pochi piaceri: studio per allontanare la noia …"
Nel 1837 Giulio è a Soroksar, all'epoca comune autonomo, oggi quartiere di Budapest, dove resterà fino alla morte e scrive al nipote di aver avuto un peggioramento, per fortuna transitorio, nelle sue condizioni di salute. La penultima lettera di Giulio è del 15 febbraio 1838 dove, rivolgendosi sempre al nipote, si sofferma sulle sue pessime condizioni di vita
"...noi abbiamo in questi paesi un inverno orrido, freddo, e la neve cade in tanta quantità che rende la comunicazione tra un paese e l'altro difficilissima e spesso impraticabile..."
Anche l'ultima lettera è indirizzata a Pasquale Molena ed è del 2 giugno. In essa non si rilevano segnali particolari della volontà di suicidarsi anche se, come tutte le altre lettere, la missiva è pervasa da un'aria di malinconia
" ….la salute potrebbe essere migliore, non è però cattivissima. Io non vi do alcun motivo per cui bisogna rimettersi alla volontà del Signore"
Il 10 luglio Giulio si suicida. Come riferisce il nipote, si spara un colpo di pistola alla testa stando seduto alla sua scrivania.
Questo è il certificato di morte redatto dal parroco militare Emericius Port:
"Anno millesimo octingentesimo trigesimo octavo die decima julii in statione Soroksar in Hunharia P.I. Dominus Julius de Foscolo subcolonnellus in legione equestri n°7 Chevaux lager Comitis Nostitz, natus in Venetia (sic) in Italia, religionis romano catholicae, coelebs, anno rum 51, S.S. Sacramentis non pro visus, se ipsum occidit atque die 11 julii 1838 in coemiterio Soroksariensi per R.D. Franciscum Nell parochum loci sepultus est. Quas testimoniales manu propria subscrivo et sigillo parochiali munio"
Giulio, le cui condizioni economiche non erano poi così malmesse, lasciò alla sorella l'usufrutto di un capitale di lire seimila. Alla morte di Rubina, avvenuta nel 1867, ne divennero beneficiarie due fondazioni militari.